# Centronia
Centronia là chi thực vật có hoa trong họ Mua.